# Virendranath Chattopadhyaya

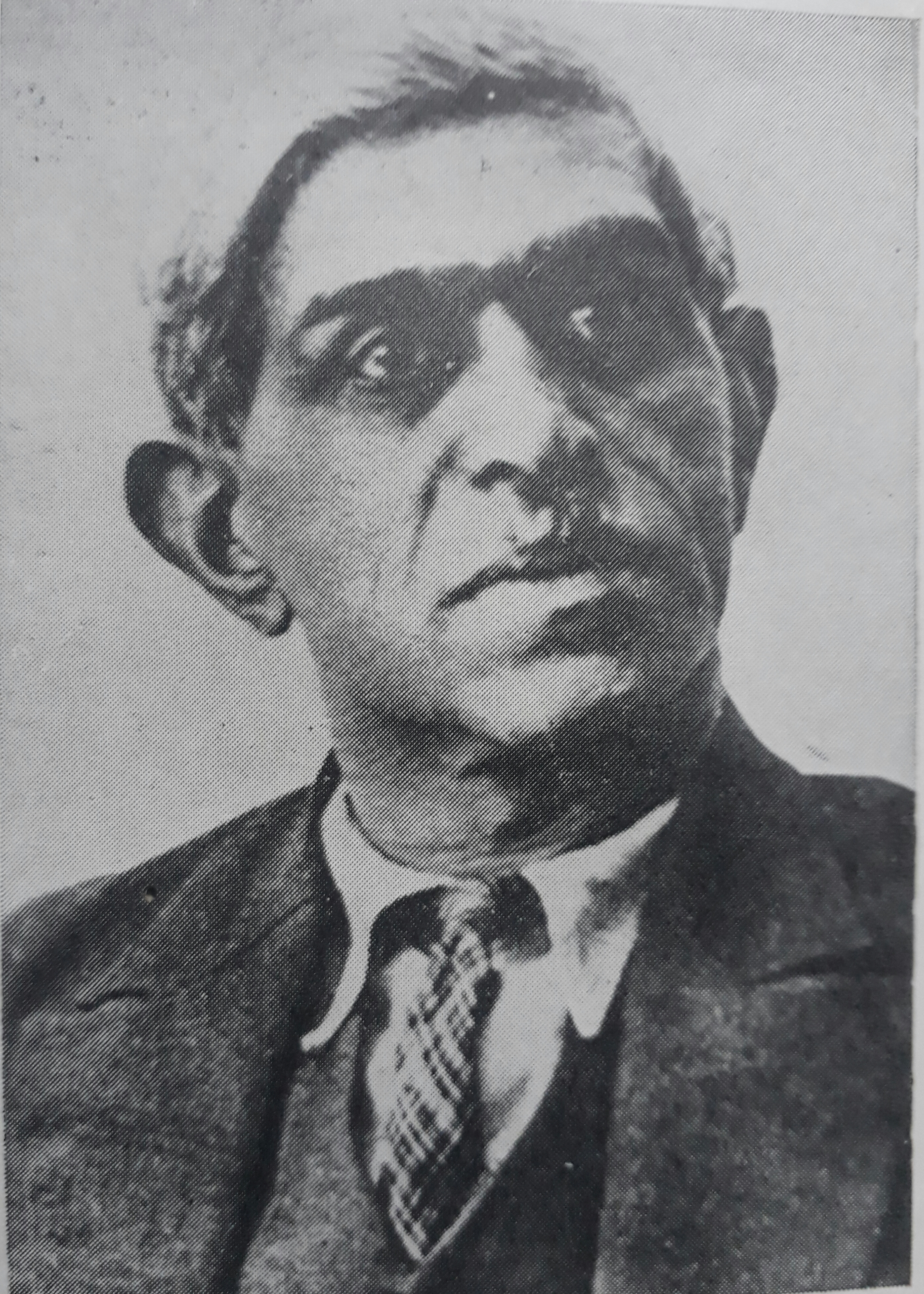
Chattopadhyaya

Virendranath Chattopadhyaya (tiếng Bengali: বীরেন্দ্রনাথ চট্টোপাধ্যায়), bí danh Chatto, (1880 - 2 tháng 9 năm 1937, Mátxcơva), là một nhà cách mạng Ấn Độ nổi tiếng, đã làm việc để lật đổ Raj thuộc Anh ở Ấn Độ bằng cách sử dụng vũ lực làm công cụ. Ông đã tạo ra liên minh với người Đức trong Thế chiến thứ nhất, là một phần của Ủy ban Berlin tổ chức sinh viên Ấn Độ ở châu Âu chống lại người Anh.
Ông đã đi đến Moscow vào năm 1920 để phát triển sự hỗ trợ của những người Cộng sản cho phong trào Ấn Độ, bao gồm cả những người châu Á ở Moscow, những người đang làm việc trong các phong trào cách mạng. Ông gia nhập Đảng Cộng sản Đức (KPD). Ông sống ở Moscow vài năm trong thập niên 1930. Bị bắt vào tháng 7 năm 1937 trong cuộc Đại thanh trừng của Joseph Stalin, Chatto bị xử tử vào ngày 2 tháng 9 năm 1937.